# Поганий хлопчик Пека
Поганий хлопчик Пека (англ. Peck's Bad Boy) — американська кінокомедія режисера Сема Вуда 1921 року.

## У ролях
- Джекі Куган — Генрі Пек
- Вілер Окман — доктор Мартін
- Доріс Мей — Летті (сестра Генрі)
- Реймонд Гаттон — батько Бадді
- Джеймс Корріген — Джордж Пек (батько Генрі)
- Лілліан Лейтон — Ма Пек
- Чарльз Гаттон — Бадді (друг Генрі)
- Кейті Стівенс — молода дівчина з морозивом
- Собака Квіні
- Дін Райснер